# Idaea squamipunctata
Idaea squamipunctata là một loài bướm đêm trong họ Geometridae.